# La Veloz del Norte
La Veloz del Norte es una empresa de transporte argentina con sede en la ciudad de Salta, una de las más importantes del norte argentino.
La empresa inició sus operaciones en 1942 con ómnibus Chevrolet 1937.Una investigación del Ministerio de Justicia y Derechos Humanos determinó que la dirección de la empresa promovió el terrorismo de Estado en perjuicio de sus propios trabajadores. La Veloz del Norte facilitó adurante la dictadura las fuerzas gubernamentales vehículos particulares y de la empresa, y galpones, para la captura de las víctimas.{{Harvnp|ref="Empresas terrorismo Estado 1"|Responsabilidad empresarial en delitos de lesa humanidad. Represión a trabajadores durante el terrorismo de Estado
La fundaron Rubén Levin y sus socios. En 1982 asume l conducción Rubén Levin y sus hijos. Algunos de ellos se dedicaron a otras cosas, aunque siguieron siendo propietarios, y la dirección de la empresa quedó a cargo de su hijo Marcos.
En 2012, Marcos Levín vendió el 50 % de sus acciones a Luis Derudder, dueño de Flecha Bus, quien ya poseía la otra mitad.
Para 2015, la empresa contaba con un establecimiento de 10 000 m² en la ciudad de Salta
En 2016, el Tribunal Oral Federal de Salta condenó a Marcos Levín a 12 años de prisión por la comisión de delitos de lesa humanidad. Esta fue la primera condena por este tipo de delitos impuesta a un empresario civil.